# ГЕС Nagarjunasagar Tail Pond
ГЕС Nagarjunasagar Tail Pond — гідроелектростанція в центральній частині Індії на межі штатів Андхра-Прадеш і Телангана. Знаходячись між ГЕС-ГАЕС Nagarjunasagar (вище за течією) та ГЕС Пулічінтала, входить до складу каскаду на одній з найдовших річок країни Крішні (тече на схід із Західних Гатів та впадає у Бенгальську затоку на узбережжі штату Андхра-Прадеш).
З першої половини 1980-х років при греблі Nagarjunasagar діяв машинний зал, більшість турбін якого могли діяти в режимі гідроакумуляції. Необхідні для його роботи умови у нижньому б'єфі вирішили покращити за рахунок зведення за 24 км нижче по течії значно меншої греблі, яка мала утримувати балансуючий резервуар. Роботи над цією бетонною спорудою, котра має 21 водопропускний шлюз, висоту 29 метрів та довжину 592 метри, почали у 2006-му та завершили в 2014-му. Вона утримує сховище об'ємом 7 млн м3, в тому числі корисний об'єм 1 млн м3.
При цьому біля правого берегу облаштували машинний зал нової ГЕС Nagarjunasagar Tail Pond, який досяг будівельної готовності у лютому 2015-го. Він обладнаний двома турбінами типу Каплан потужністю по 25 МВт, котрі працюють при напорі у 21 метр. Ресурс до них подається через водоводи з довжиною 54 метри та діаметром 6,6 метра. Оскільки станція технічно може спрацьовувати балансуючий резервуар нижче відмітки, яка дозволяє провадити закачування на ГАЕС Nagarjunasagar, роботу обох об'єктів намагаються синхронізувати.
Комплекс спорудили під час перебування всього району у складі штату Андхра-Прадеш, проте після виділення на початку 2010-х штату Телангана він опинився на межі цих адміністративних одиниць, що викликало суперечки відносно належності резервуару та ГЕС Nagarjunasagar Tail Pond.